# Rzymskokatolicka metropolia halicka
Katolicka metropolia halicka w Haliczu, druga po gnieźnieńskiej prowincja Kościoła katolickiego w Polsce, utworzona została w 1367 roku i istniała do czasu przeniesienia jej siedziby do Lwowa oraz przemianowana na metropolię lwowską (1412).

## Początki Kościoła katolickiego na Rusi Halickiej
Po opanowaniu Rusi Halickiej przez Kazimierza Wielkiego powstały korzystne warunki dla prowadzenia działalności przez Kościół katolicki na tym wyludnionym po kolejnych najazdach Tatarów oraz zamieszkanym po części przez wyznawców prawosławia terenie.  Już w połowie XIII wieku, w związku z nawiązaniem kontaktów z papieżem Innocentym IV przez Daniela Halickiego i przejściową unią biskupstw prawosławnych księstwa halicko-włodzimierskiego z Rzymem, papiestwo miało nadzieję na objęcie swymi wpływami Rusi. Po zerwaniu przez Daniela unii, papież Aleksander IV podporządkował kościół katolicki na Rusi Halickiej biskupom lubuskim (1257).  Była to podległość czysto formalna, ale jak się okazało później, roszczenia biskupów lubuskich utrudniały organizację katolicyzmu na Rusi.
Kazimierz Wielki dążył do umocnienia wpływów katolicyzmu na zajętych przez siebie terenach. Jego koncepcją było utworzenie dla nich metropolii z kilkoma sufraganiami, ewentualnie podporządkowanie ich metropolii gnieźnieńskiej. Z tymi pomysłami ścierał się przez pewien czas, powstały w kurii awiniońskiej, plan podporządkowania  biskupstw ruskich łacińskiemu patriarsze Konstantynopola.  Biskupstwa te powstawały głównie dzięki działalności franciszkanów i dominikanów. Pierwsze utworzono w Kijowie (1320), później, już w związku z polską sukcesją, w Przemyślu (przed 1253), Włodzimierzu (1358, krótko istniejące), Chełmie (1358/1359),  Lwowie (1359). Miały one w zasadzie charakter tytularny (oprócz przemyskiego), a ordynariusze nie pojawiali się w swoich diecezjach, ze względu na niepewną jeszcze sytuację polityczną.

## Utworzenie metropolii
Po umocnieniu swojej władzy na Rusi, król Kazimierz powrócił do koncepcji metropolii  i zwrócił się do papieża  (1366) o jej ustanowienie w Haliczu. Papież Urban V powołał w 1367 roku prowincję i mianował arcybiskupem franciszkańskiego zakonnika Krystyna. Po śmierci Kazimierza Wielkiego, jego politykę kościelną na Rusi kontynuował Ludwik Węgierski i jego namiestnik Rusi Czerwonej, Władysław Opolczyk. Papież Grzegorz XI w 1375 roku skasował ostatecznie pretensje biskupów lubuskich do jurysdykcji na tych terenach i potwierdził metropolię w Haliczu, podporządkowując jej, oprócz terenu archidiecezji halickiej, diecezje: przemyską, włodzimierską, i chełmską. Jednocześnie arcybiskupem metropolitą mianował Macieja z Egeru.  Do metropolii przyłączono niedługo kolejne diecezje: kamieniecką na Podolu (1379), lwowską (1390) i kijowską (ok. 1405).
Organizacja metropolii szła dość opornie,  przede wszystkim z powodu braku wiernych. Działalność zakonników, głównie dominikanów, wspieranych przez administrację dawała jednak rezultaty i  arcybiskup Jakub Strzemię, który objął metropolię dwadzieścia kilka lat po jej utworzeniu, zaczął organizować sieć parafii. Jego następca, Mikołaj Trąba, późniejszy pierwszy prymas Polski, powiększył, wspólnie z ordynariuszami poszczególnych diecezji, sieć parafii do kilkudziesięciu.

## Likwidacja metropolii
Już w czasie ustanowienia w Haliczu archidiecezji, gród ten miał okres świetności za sobą. Największym i najważniejszym miastem regionu stał się Lwów. Dlatego też władze państwowe i arcybiskupi zamyślali o przeniesieniu do niego stolicy metropolii. Ważne znaczenie miało również to, że Lwów był dużo lepiej zabezpieczony pod względem obronnym. Pierwsze próby zmiany stolicy archidiecezji podjęto już w 1375 roku. Nie udały się ze względu na roszczenia biskupów lubuskich. Później na przeszkodzie stanęli Węgrzy. Dopiero porozumienie w Lubowli (1412), w którym uregulowano sporne kwestie między Polską a Węgrami dotyczące Rusi Czerwonej, pozwoliło na zrealizowanie zamysłu. Jan XXIII, do którego obediencji należała Polska,  bullą z 28 sierpnia 1412 roku przeniósł stolicę metropolii do Lwowa i zmienił jej nazwę na lwowską. Proklamacji bulli, czyli faktycznej likwidacji metropolii halickiej, dokonał arcybiskup Jan Rzeszowski w 1414 roku. Arcybiskupstwu lwowskiemu podporządkowane zostały wszystkie biskupstwa łacińskie istniejące na Rusi (przemyskie, łuckie, kamienieckie, kijowskie i chełmskie).

## Metropolici haliccy
- 1365-1371 Krystyn, franciszkanin
- 1371-1375 Antoni
- 1375-1380 Maciej z Egeru
- 1385-1390 Bernard
- 1391-1409 Jakub Strzemię
- 1410-1412 Mikołaj Trąba
- 1412-1414 Jan Rzeszowski